# بولا (أسطورة)
بولا (بالإنجليزية: Bolla)‏ أو بولار (بالإنجليزية: Bullar) في الفولكلور الألباني القديم يظهر بولا مخلوقا شبيها بالأفعى (أو شبيها بالتنين) ينام طيلة السنة. وفي عيد القديس جاورجيوس، يفتح عينيه ويتطلع إلى العالم. فإذا صادف وبصق على أحد الآدميين، فسيكون سيئ الحظ لأنه سيلتهمه في الحال. وفي نهاية دورة من اثني عشر عاما يتحول إلى كائن آخر يطلقون عليه اسم كولشيدرا Kulshedra.
كولشيدرا هذا المخلوق مخيف فهو تنين ينفث النار بتسعة ألسن. وأحيانا يشخصون كولشيدرا بامرأة ضخمة بجسد شعراني وصدر عارم. وقد يسبب هذا الوحش شحا في المياه ويتطلب قربانا بشريا حتى يسمح به. وفي جنوب ألبانيا يعرف باسم بولار Bullar.